# Кікукава-Мару
Кікукава-Мару (Kikukawa Maru) — судно, яке під час Другої світової війни взяло участь у операціях японських збройних сил на Алеутських островах, в архіпелазі Бісмарка, на Соломонових, Каролінських та Маршаллових островах.

## Передвоєнна історія
Кікукава-Мару спорудили в 1937 році на верфі Kawasaki K.K. Zosensho в Кобе на замовлення компанії Kawasaki Kisen.
Вже у серпні 1937-го на тлі Другої японо-китайської війни судно реквізували для потреб Імперської армії Японії. Відомо, що в кінці серпня – на початку вересня Кікукава-Мару здійснило рейс із японського порта Моджі в район Шанхаю для доставки танкової роти. В грудні 1937-го судно повернули цивільному власнику.
27 березня 1941-го Кікукава-Мару реквізували для потреб Імперського флоту Японії. До вступу Японії у війну воно здійснило цілий ряд рейсів до Кореї, Формози, Південного Китаю та Індокитаю.

## Перші рейси воєнного періоду
У грудні 1941 – на початку липня 1942-го Кікукава-Мару відвідало (деякі не по одному разу) порти Такао (наразі Гаосюн на Тайвані), Амой (Сямень на узбережжі китайської провінції Фуцзянь), Хайкоу, Самах та Юлін (всі – острів Хайнань), Явата, Сасебо, Шанхай, Мако (важлива база ВМФ на Пескадорських островах у південній частині Тайванської протоки), Моджі, Гонконг, Кагосіма, Циндао (узбережжя північного Китаю), Осака, Кобе, Йокогама, Хакодате, Отару та Вакканай (три останні – острів Хоккайдо), Чіннай (наразі Красногорськ на Сахаліні), Токіо, Йокогама, Йокосука

## Рейс на Алеутські острова
9 липня 1942-го Кікукава-Мару прийняло в Йокосуці 250 військовослужбовців та у супроводі есмінця «Кагеро» вирушило до Кусіро (острів Хоккайдо), куди прибуло 12 числа. Наступної доби ці кораблі попрямували до острова Киска, який був захоплений японцями за місяць до того в межах загальної Мідвейсько-Алуетської операції. 19 липня вони прибули до пункту призначення.
З 31 липня по 2 серпня 1942-го Кікукава-Мару надавало допомогу судну «Кано-Мару», яке було торпедоване ворожим підводним човном неподалік від Киски. Після цілого ряду спроб «Кано-Мару» вдалось привести на буксирі у гавань Киски (де воно буде добите наступного місяця авіацією).
6 серпня 1942-го Кікукава-Мару рушило у зворотній рейс, при цьому за дві доби воно також було атаковане якоюсь субмариною. Останній вдалось поцілити транспорт торпедою, яка, втім, не здетонувала. 9 серпня Кікукава-Мару прибуло на Курильські острови, де в наступні кілька здійснило кілька коротких рейсів між Шумшу та Парамуширом, а 24 серпня прибуло до Отару на острові Хоккайдо.
До кінця вересня Кікукава-Мару відвідало Південний Сахалін, Хакодате та Йокогаму, де стало на короткотерміновий доковий ремонт.

## Рейси на Каролінські острова та до архіпелагу Бісмарка
3–11 жовтня 1942-го Кікукава-Мару прослідувало з Йокосуки на атол Трук у центральній частині Каролінських островів (тут ще до війни створили потужну базу японського ВМФ, з якої до лютого 1944-го провадились операції у цілому ряді архіпелагів), а 14 – 18 жовтня перейшло звідси на Палау (важливий транспортний хаб на заході Каролінських островів). 23–29 жовтня 1942-го разом з конвоєм Кікукава-Мару прослідувало до Рабаула – головної передової бази в архіпелазі Бісмарка, з якої здійснювались операції на Соломонових островах та сході Нової Гвінеї. Упродовж наступного місяця судно перебувало у Рабаулі та забезпечувало бойові кораблі амуніцією, а 30 листопада рушило у зворотній рейс, 7–8 грудня побувало на Сайпані (Маріанські острова) і 15 грудня прибуло до Йокосуки.
22 грудня 1942-го Кікукава-Мару разом «Кійокава-Мару» (раніше це судно було переобладнаним гідроавіаносцем, а зараз мало статус військового транспорту) вирушили з району Токіо та 2 січня 1943-го досягнули Рабаула. 25 січня – 9 лютого Кікукава-Мару прослідувало назад до Японії, у Йокосуку.
10–28 лютого 1943-го Кікукава-Мару перейшло на Трук, а 4–8 березня здійснило рейс у складі конвою до Рабаула. На цей раз воно взяло більш безпосередню участь у операціях на Соломонових островах і 1–3 квітня у складі конвою із 4 транспортів та переобладнаного сітьового загороджувача під ескортом тральщика W-22 прослідувало на якірну стоянку Шортленд (прикрита групою невеликих островів Шортленд акваторія біля південного завершення острова Бугенвіль, де зазвичай відстоювались бойові кораблі та перевалювались вантажі для подальшої відправки далі на схід Соломонових островів). 8–10 квітня у складі меншого конвою Кікукава-Мару повернулось до Рабаула. 23–27 квітня судно прослідувало разом з конвоєм на Трук, а 2–11 травня здійснило перехід до Йокосуки в конвої №4502.

## Рейс на схід Мікронезії
До кінця червня Кікукава-Мару відвідало порти Шібаура, Йокосука, Кобе (тут з 20 травня по 19 червня воно пройшло доковий ремонт), Моджі, Осака, Токіо, а 2 – 12 липня здійснило у складі конвою черговий перехід на Трук. На цей раз кінцевим пунктом маршруту був не Рабаул, а східна Мікронезія. 15 – 20 липня Кікукава-Мару перейшло на атол Кваджелейн (Маршаллові острова) в конвої №5152. 29 липня – 1 серпня судно прослідувало до Макіна (острови Гілберта), 9 серпня вирушило у зворотній шлях, побувало на атолі Джалуїт (так само Маршаллові острова), 19 серпня прибуло назад на Кваджелейн, а 20 – 24 серпня здійснило звідси перехід на Трук в конвої №6202. 2 – 12 вересня Кікукава-Мару прослідувало до Йокосуки в конвої №4902.

## Останній рейс
21 вересня – 1 жовтня 1943-го Кікукава-Мару здійснило перехід з Йокосуки на Трук в конвої №3921.
7 жовтня 1943-го під час перебування в лагуні Трука на судні виникла пожежа. На допомогу «Кікукава-Мару» прибув рятувальний буксир «Одзіма», що ошвартувався біч-бо-біч. Через якийсь час пожежа досягнула кормового трюма, де зберігався вантаж пального, що призвело до потужної детонації та загибелі як  «Кікукава-Мару», так і «Одзіма» (також були втрачені дві десантні баржі Дайхацу). Унаслідок інциденту на «Кікукава-Мару» загинуло 44 особи.
Дайвери, які обстежували рештки «Кікукава-Мару», знайшли на судні окрім бочок з пальним також фюзеляжі літаків та різноманітні авіаційні запчастини.